# 浄円寺 (富士見市)
浄円寺（じょうえんじ）は、埼玉県富士見市にある浄土宗の寺院。

## 歴史
創建年代は不明である。ただ開基の多門成正は1591年（天正19年）に徳川家康より200石で当地に封ぜられていること、当寺は多門氏の館跡に建てられていることから、江戸時代前期頃に創建されたものと推測される。これまでに何回も火災に遭ったこともあり、詳細な歴史は不明となっている。そして昭和中期まで寺運衰微していた。
1970年（昭和45年）より、新住職が着任し、漸く寺運も興隆していった。

## 交通アクセス
- 鶴瀬駅より徒歩22分。